# 99
El año 99 (XCIX) fue un año común comenzado en martes del calendario juliano, en vigor en aquella fecha.
En el Imperio romano, era conocido como el Año del consulado de Palma y Seneción (o menos frecuentemente, año 852 Ab urbe condita). La denominación 99 para este año ha sido usado desde principios del período medieval, cuando el Anno Domini se convirtió en el método prevalente en Europa para nombrar a los años.

## Acontecimientos
- El rey kushán Kanishka, con el que el reino alcanza su apogeo, envió una delegación a Roma para organizar un ataque sorpresa contra los partos.
- Los espejos de vidrio con hoja de estaño reemplazan los espejos metálicos.

## Nacimientos
- San Narciso, obispo de Jerusalén (m. h. 215).